# Liste der Orte in der kreisfreien Stadt Kaiserslautern

Wappen von Kaiserslautern

Die Liste der Orte in der kreisfreien Stadt Kaiserslautern listet den Hauptort und die amtlichen Gemeindeteile (Ortsbezirke, Wohnplätze und sonstige Gemeindeteile) in der kreisfreien Stadt Kaiserslautern (Rheinland-Pfalz) auf.

## Liste der Orte
- Dansenberg
  - Bergbrunner Kopf

- Einsiedlerhof

- Erfenbach
  - Am Dachsbau
  - Lampertshof
  - Lampertsmühle
  - Stockborn

- Erlenbach
  - Bahnhof Erlenbach
  - Gersweilerhof
  - Im Hagelgrund
  - Hasendell
  - Raupenthal
  - Turnhalle
  - Wiesenthal

- Hohenecken
  - Espensteig
  - Hohenecker Mühle
  - Jagdhaus

- Mölschbach
  - Eulenmühle
  - Mooswieser Tal

- Morlautern
  - Ruhetal
  - Waldhof
  - Waschhof
  - Waschmühle

- Siegelbach
  - Auf dem Kästenberg

- Innenstadt Ost

- Innenstadt Südwest

- Innenstadt West/Kotten

- Innenstadt Nord/Kaiserberg

- Grübentälchen/Volkspark
  - Entersweilerhof
  - Hertelsbrunner Hof
  - Stiftswalder Forsthaus
  - Eselsfürth
  - Reichholdsmühle
  - Rotenberghof

- Betzenberg

- Lämmchesberg/Universitätswohnstadt
  - Bremerhof

- Bännjerrück/Karl-Pfaff-Siedlung

- Kaiserslautern-West
  - Bahnheim
  - Blechhammer
  - Vogelweh

- Erzhütten/Wiesenthalerhof
  - Erzhütten
  - Hahnbrunnerhof
  - Rütschhof
  - Wiesenthalerhof